# José da Conceição
José Telles da Conceição (Rio de Janeiro, 23 maggio 1931 – Rio de Janeiro, 18 ottobre 1974) è stato un altista e velocista brasiliano, medaglia di bronzo nel salto in alto ai Giochi olimpici di Helsinki 1952.

## Biografia
Era nativo del quartiere di Olaria di Rio de Janeiro; il suo sogno era di essere un ingegnere, ma diventò atleta dopo aver vinto una competizione. Morì assassinato nel 1974.

## Palmarès
| Anno | Manifestazione      | Sede              | Evento        | Risultato        | Prestazione | Note |
| ---- | ------------------- | ----------------- | ------------- | ---------------- | ----------- | ---- |
| 1952 | Giochi olimpici     | Helsinki          | Salto in alto | Bronzo           | 1,98 m      |      |
| 1952 | Giochi olimpici     | Helsinki          | Salto triplo  | 17º (q)          | 14,46 m     |      |
| 1955 | Giochi panamericani | Città del Messico | 200 m piani   | Bronzo           | 21"66       |      |
| 1955 | Giochi panamericani | Città del Messico | Salto in alto | Bronzo           | 1,91 m      |      |
| 1956 | Giochi olimpici     | Melbourne         | 200 m piani   | 6º               | 21"3        |      |
| 1956 | Giochi olimpici     | Melbourne         | Salto in alto | 21º (q)          | 1,86 m      |      |
| 1956 | Giochi olimpici     | Melbourne         | 4×100 m       | Semifinale       | 43"8        |      |
| 1960 | Giochi olimpici     | Roma              | 200 m piani   | Quarti di finale | 21"5        |      |